# مگی گریس
مارگارت گریس دنیگ (انگلیسی: Margaret Grace Denig؛ زاده ۲۱ سپتامبر ۱۹۸۳) که با نام هنری مگی گریس شناخته می‌شود، بازیگر و مدل آمریکایی است. گریس بیشتر برای بازی در نقش شانون روترفورد در مجموعه تلویزیونی لاست (۲۰۰۴–۲۰۰۶؛ ۲۰۱۰) از شبکه ای‌بی‌سی، کیم میلز در مجموعه فیلم ربوده‌شده (۲۰۰۸–۲۰۱۴) و آیرینا در مجموعه فیلم گرگ‌ومیش (۲۰۱۱–۲۰۱۲) شناخته شده است.
گریس در اواخر سپتامبر ۱۹۸۳ در ووردینگتن، اوهایو زاده شد. او از دوران کودکی و نوجوانی به بازیگری علاقه داشت. در سال ۲۰۰۲ و زمانی که پانزده سال داشت برای بازی در نقش مارتا موکسلی در فیلم تلویزیونی قتل در گرینویچ نامزد دریافت جایزه هنرمند جوان شد. گریس در سال ۲۰۰۴ به تیم بازیگری سریال لاست پیوست و در نقش شانون روترفورد ظاهر شد. او از بازیگران اصلی سریال در دو فصل اول بود و موفق شد به همراه دیگر اعضای تیم بازیگری، برنده جایزه انجمن بازیگران شود. گریس به خاطر اشتیاق برای کار کردن در سینما، از تلویزیون جدا شد. او در سال ۲۰۰۵ در فیلم ترسناک مه و در سال ۲۰۰۷ در فیلم دختر حومه‌شهر ظاهر شد اما هیچ‌کدام از این آثار در گیشه و در نزد منتقدان به توفیق نرسیدند. نخستین موفقیت گریس در سینما در سال ۲۰۰۸ و با بازی در نقش کیم میلز در فیلم ربوده‌شده رقم خورد. موفقیت فیلم در گیشه باعث شد تا او نقش خود را در دنباله‌های فیلم که شامل ربوده‌شده ۲ (۲۰۱۲) و ربوده‌شده ۳ (۲۰۱۵) هستند، تکرار کند.
گریس در سال ۲۰۰۹ در نقش اصلی فیلم مالیس در سرزمین عجایب که اقتباسی مدرن از کتاب آلیس در سرزمین عجایب نوشته لوئیس کارول بود، ظاهر شد. بازی در نقش یک خون‌آشام به نام آیرینا در دو فیلم پرفروش گرگ‌ومیش: سپیده‌دم - قسمت اول و گرگ‌ومیش: سپیده‌دم - قسمت دوم باعث شد تا گریس موفقیت تجاری بزرگی را تجربه کند. بعد از یک دوره حضور در فیلم‌های سینمایی، گریس دوباره به قاب تلویزیون بازگشت. او دوباره برای ایفای نقش شانون روترفورد در دو قسمت پایانی سریال لاست حضور پیدا کرد. گریس همچنین در سال ۲۰۱۳ در فصل ششم سریال کالیفرنیکیشن بازی کرد. در سال ۲۰۱۸، گریس به تیم بازیگری سریال از مردگان متحرک بترسید پیوست. او از فصل چهارم این سریال وظیفه بازی در یکی از نقش‌های اصلی به اسم آلتیا را برعهده دارد.

## کودکی و نوجوانی
مارگارت گریس دنیگ در ۲۱ سپتامبر ۱۹۸۳ در ووردینگتن، اوهایو زاده شد. مادر و پدر او، یعنی ولین (نام کوچک وی اورت است) و فرد دنیگ هردو اصالت آمریکایی دارند و به صورت خانوادگی به کار تجارت جواهرات مشغول هستند. خانواده گریس در خانه‌ای زندگی می‌کردند که عمر آن به ۲۰۰ سال می‌رسید و نخستین خانه سالت‌باکس در مرکز اوهایو محسوب می‌شد. گریس از دوران مهدکودک تا پایه نهم را در مدارس مسیحی ووردینگتن گذراند و برای ادامه تحصیل خود به دبیرستان تامس ووردینگتن رفت. از همان دبیرستان بود که گریس شروع به فعالیت کرد و در نمایش‌های مدرسه به روی صحنه رفت که در ادامه باعث ورود او به دنیای تئاتر شد. گریس در سال ۲۰۰۰ در نمایشی که برپایه نمایش‌نامه بوته آزمایش نوشته شده بود در مرکز اجتماع یهودیان (خود گریس یهودی نیست) به روی صحنه رفت. گریس می‌گوید که به عنوان یک بچه، کتاب‌خوان حرفه‌ای بوده‌است. او خودش را یک «خوره شکسپیر» توصیف می‌کند. در مصاحبه‌ای با لس آنجلس تایمز، گریس اعلام کرد همان‌طور که بسیاری از بچه‌ها به آثار پیشتازان فضا علاقه داشتند، او نیز در سن ۱۳ سالگی آثار جین آستن را دنبال می‌کرده‌است.

## حرفه

### نقش‌های اولیه

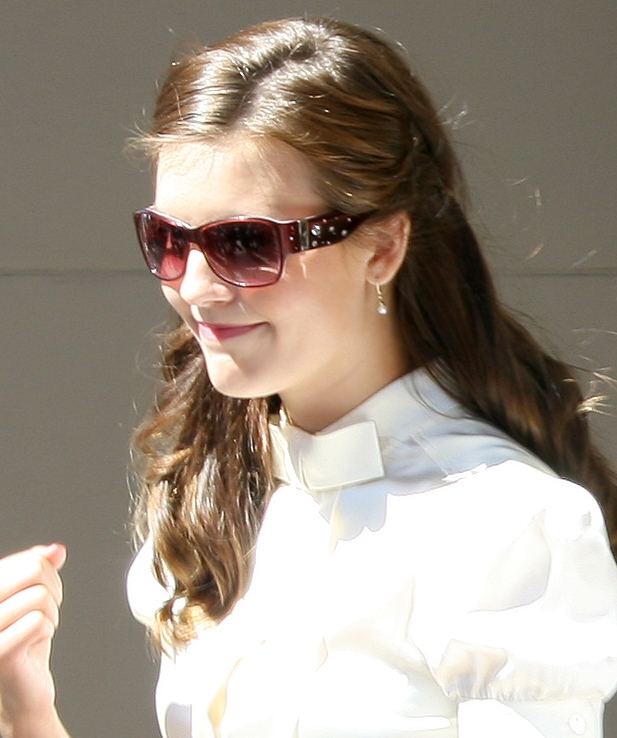
گریس در جشنواره بین‌المللی فیلم تورنتو، سال ۲۰۰۷

بعد از مهاجرت به لس آنجلس، گریس شروع به شرکت در کلاس بازیگری کرد و توانست یک مدیر برنامه برای خود پیدا کند. گریس موفق شد نخستین نقش خود را در سال ۲۰۰۱ و در فیلم ویدویی اتاق ریچل ایفا کند. گریس در این فیلم که پل استوپین تهیه‌کنندگی آن را برعهده داشت در نقش یک دختر نوجوان ظاهر شد. گریس در سال ۲۰۰۲ در سریال تلویزیونی هفت‌قلو نقش کوتاهی ایفا کرد اما ساخت این مجموعه پیش از پخش نخستین قسمت متوقف شد. گریس در سال ۲۰۰۲ در نقش اصلی فیلم تلویزیونی قتل در گرینویچ ظاهر شد که نخستین نقش مهم وی محسوب می‌شد. این فیلم بر اساس ماجرای واقعی قتل مارتا موکسلی ساخته شد و گریس برای بازی در نقش مارتا، نامزد جایزه هنرمند جوان در رشته بهترین بازیگر زن برای فیلم تلویزیونی یا مینی سریال شد اما این جایزه به کلارا برایانت برای بازی در فیلم تلویزیونی اعترافات ترو تعلق گرفت. گریس همچنین در سریال‌هایی همچون سی‌اس‌آی: میامی، عجایب، مانند خانواده، پرونده سرد و نظم و قانون: واحد قربانیان ویژه نقش‌های کوتاه و جزئی ایفا کرد.

### لاست و ورود به سینما
در سال ۲۰۰۴، مدیر برنامه گریس، فیلم‌نامه اپیزود پایلوت سریال لاست را برای او فرستاد. گریس از فیلم‌نامه خوشش آمد و بعد از شرکت در آزمون بازیگری، توانست نقش شانون روترفورد را به‌دست‌آورد. او برای ایفای این نقش در سال ۲۰۰۵ نامزد دریافت جایزه بهترین ستاره نوظهور در مراسم جوایز برگزیده نوجوانان شد اما این جایزه به اوا لونگوریا برای بازی در سریال کدبانوهای وامانده تعلق گرفت. گریس که برای بازی در فصل اول به هاوایی نقل مکان کرده بود برای ایفای نقش در فیلم ترسناک مه که بازسازی فیلمی به همین نام در دهه هشتاد بود، قرارداد بست. این فیلم که نخستین حضور گریس در نقش اول یک فیلم بلند محسوب می‌شد با واکنش منفی منتقدان همراه بود و در گیشه نیز به توفیق چندانی نرسید. قرار بود که فیلم‌برداری فصل اول لاست پیش از شروع فیلم‌برداری فیلم مه به پایان برسد اما با طولانی شدن مدت تولید سریال این اتفاق رخ نداد و گریس ناچار شد برای آنکه به هردو پروژه برسد مدام بین اوآهو و جزیره بووین واقع در بریتیش کلمبیای کانادا دررفت‌وآمد باشد.
در سال ۲۰۰۵، گریس نقش شانون روترفورد را در فصل دوم سریال لاست نیز ایفا کرد. شخصیت او در اپیزود هشتم این فصل کشته شد و از قصه کنار رفت. نویسندگان سریال در مصاحبه‌ای گفتند که دلیل حذف این شخصیت این بوده که آن‌ها احساس می‌کردند داستان‌های مربوط به آن «محدود» شده و نمی‌توان آن را ادامه داد. کارلتون کیوس، تهیه‌کننده لاست در این باره گفته‌است: «به نظرم حضور مگی در سریال برای او یک بازی برد-برد بود. او به چیزی که می‌خواست رسید و حالا می‌تواند همان‌طور که آرزو داشت وقت خود را برای بازی در آثار سینمایی بگذارد.» گریس برای عملکرد خود در فصل دوم سریال به همراه دیگر اعضای تیم بازیگری موفق شد در دوازدهمین مراسم جایزه انجمن بازیگران فیلم، برنده جایزه بهترین تیم بازیگری سریال درام شود. در همین سال، مجله ماکسیم نام گریس را در میان ۱۰۰ ستاره جذاب سال در رتبه ۲۷ قرار داد.
در ماه مه سال ۲۰۰۵، ورایتی گزارش کرد که گریس در حال انجام مذاکراتی برای ایفای نقش کیتی پراید در فیلم افراد ایکس: آخرین ایستادگی است که بر اساس کمیک افراد ایکس ساخته خواهد شد. اما در ژوئیه همان سال اعلام شد که توافق نهایی حاصل نشده و استودیو به دنبال بازیگر جایگزین می‌گردد و سرانجام الن پیج برای نقش انتخاب شد. گریس بعدها اعلام کرد که کسی در این باره با او تماس نگرفته و برای همین هنگام خواندن این خبر که که یکی از گزینه‌های ایفای این نقش بوده بسیار تعجب کرده‌است. پروژه بعدی گریس، بازی در فیلم مستقل دختر حومه‌شهر بود که در سال ۲۰۰۷ در آن ایفای نقش کرد. او در این فیلم با بازیگرانی همچون سارا میشل گلر و الک بالدوین هم‌بازی شد. در همین سال، گریس در فیلم باشگاه کتاب جین آستن ظاهر شد که بر اساس رمانی به همین نام نوشته کارن جوی فاولر ساخته شد. گریس که خودش از طرفداران جین آستن بود بعد از خواندن فیلم‌نامه با کارگردان فیلم یعنی رابین اسوکرد دیدار کرد و توانست نقش یک دختر همجنس‌گرای ۲۰ ساله به نام الگرا را به‌دست‌آورد.

### ربوده‌شده و موفقیت در گیشه

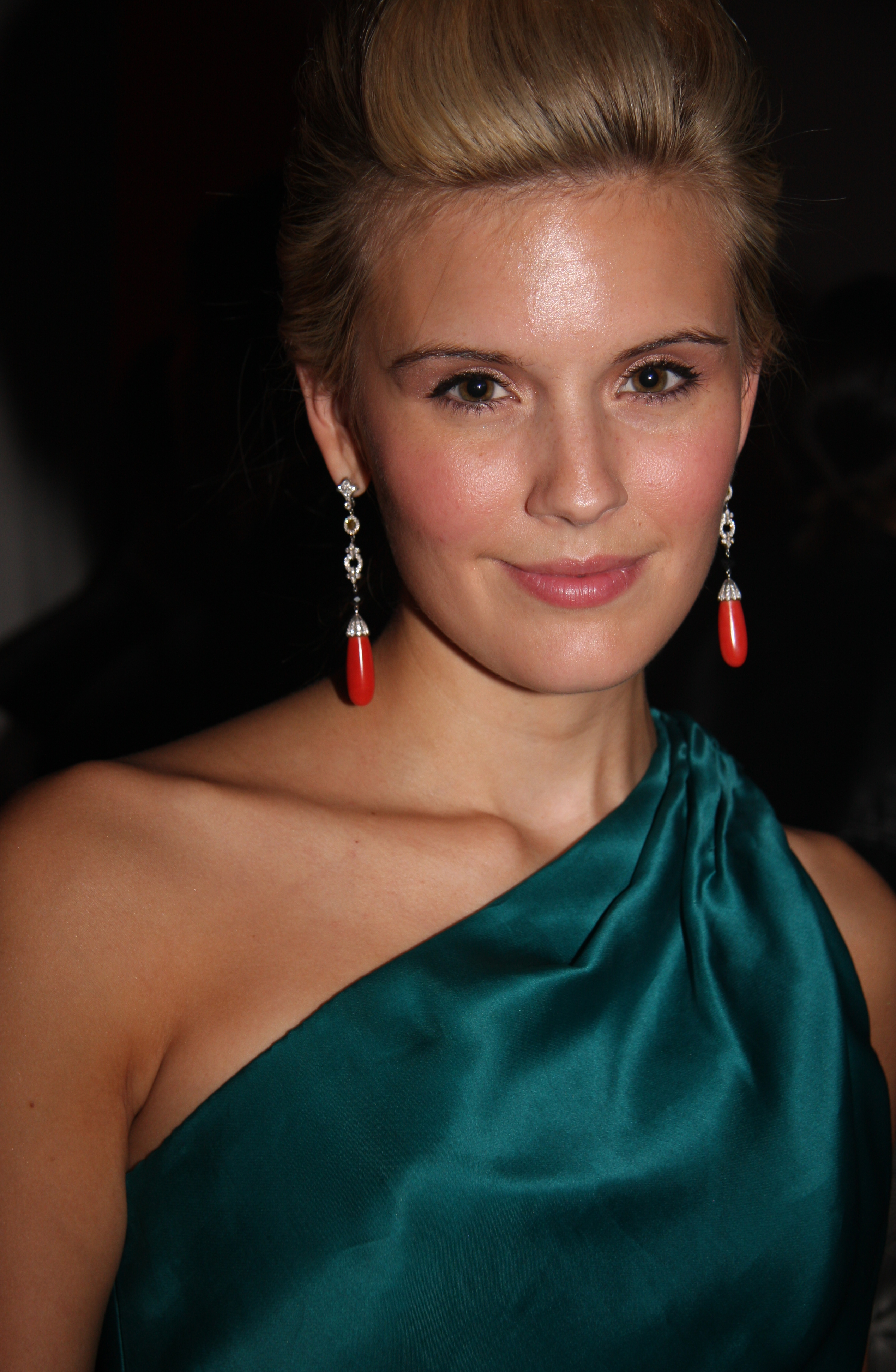
گریس در سال ۲۰۰۹

بعد از اتمام فیلم‌برداری باشگاه کتاب جین آستن، گریس به هاوایی بازگشت تا در یک اپیزود از فصل سوم سریال لاست دوباره نقش خود را ایفا کند. در سال ۲۰۰۸ و با بازی در فیلم اکشن ربوده‌شده، گریس توانست حضور در یک فیلم جریان اصلی را تجربه کند. او در این فیلم در نقش دختری به نام کیم میلز ظاهر شد که بعد از سفر به پاریس توسط قاچاقچیان انسان ربوده می‌شود. فروش بسیار خوب فیلم در گیشه و استقبال نسبی منتقدان باعث شد تا دنباله‌های آن با عنوان‌ها ربوده‌شده ۲ و ربوده‌شده ۳ به ترتیب در سال‌های ۲۰۱۲ و ۲۰۱۵ ساخته و اکران شوند. گریس در مصاحبه‌ای اعلام کرد که همکاری با لیام نیسون در این مجموعه فیلم که یکی از بازیگران مرد مورد علاقه اوست از آرزوهای وی بوده‌است. در سال ۲۰۰۹، گریس به عنوان نقش اول در فیلم مالیس در سرزمین عجایب ظاهر شد که اقتباسی مدرن از کتاب آلیس در سرزمین عجایب نوشته لوئیس کارول و به کارگردانی سیمون فلووز است. گریس در سال ۲۰۱۰ در سه فیلم بازی کرد؛ نخست در فیلم مستقل درام درس‌های پرواز به کارگردانی درک مگیار بازی کرد که در مجموع با واکنش منفی منتقدان همراه بود؛ گرچه بعضی عملکرد گریس را تحسین کردند. گریس در ادامه با حضور در فیلم اکشن شوالیه و روز به کارگردانی جیمز منگولد این فرصت را پیدا کرد تا با تام کروز و کامرون دیاز همکاری کند. او سپس با بازی در فیلم سریع‌تر همکاری با دواین جانسون را تجربه کرد. برنامه شلوغ گریس در این سال باعث شد تا وی نتواند برای بازی در یکی از اپیزودهای فصل ششم سریال لاست به گروه بازیگران بپیوندد. در نهایت با بازی در قسمت پایانی سریال لاست، گریس برای همیشه با نقش شانون روترفورد خداحافظی کرد. سال ۲۰۱۰ برای گریس با خبر انتخاب شدنش برای نقش آیرینا در سری فیلم گرگ‌ومیش به اتمام رسید. گریس این نقش را در فیلم گرگ‌ومیش: سپیده‌دم - قسمت اول و دنباله آن بازی کرد. این دو فیلم که به ترتیب در سال‌های ۲۰۱۱ و ۲۰۱۲ اکران شدند به فروش بسیار خوبی در گیشه رسیدند.

### تئاتر، بازگشت به تلویزیون و فیلم‌های مستقل

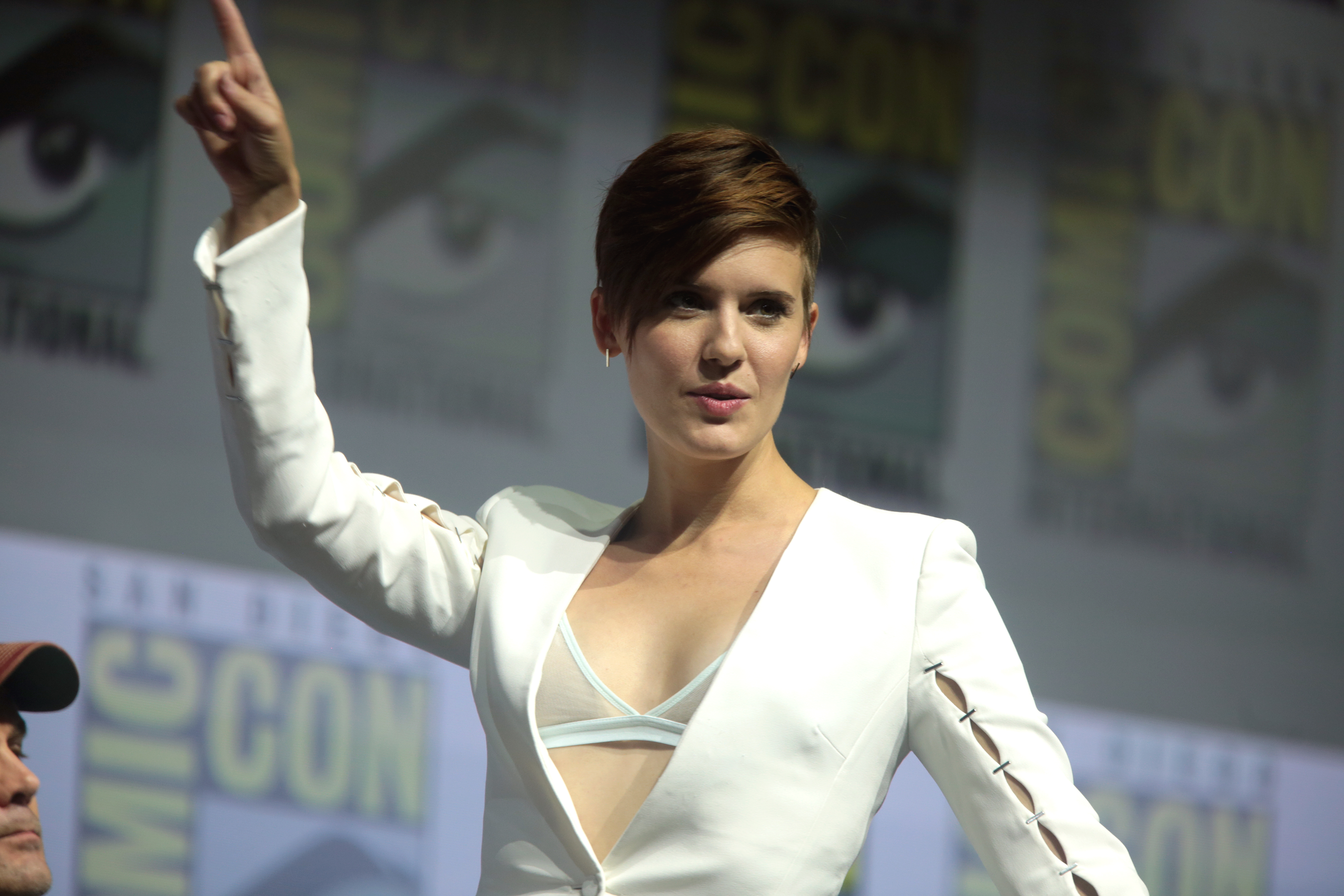
گریس در پنل تبلیغاتی از مردگان متحرک بترسید در کامیک-کان بین‌المللی سن دیگو ۲۰۱۸

در دسامبر ۲۰۱۲، گریس به عنوان نخستین تجربه تئاتر خود، در نمایش پیک‌نیک که بر اساس نمایش‌نامه ویلیام اینج نوشته شده‌است در برادوی ظاهر شد. این نمایش نخستین بار در تاریخ ۱۴ دسامبر در تئاتر امریکن ایرلاینز به روی صحنه رفت. گریس و بازیگر مکملش یعنی سباستین استن بازیگران این نمایش برنده جایزه پولیتزر بودند. گریس بعد از بازی در آثار مختلف، سرانجام در سال ۲۰۱۳ و با بازی در فصل ششم کالیفرنیکیشن دوباره به قاب تلویزیون بازگشت. گریس در این سریال فرصت همکاری با دیوید دوکاونی را پیدا کرد. او همچنین در دوره جدید کاری خود در سینما به حضور کنترل شده در فیلم‌های مستقل همچون درباره الکس و انتخاب بسنده کرد.
گریس در سال ۲۰۱۷  در فیلم درام عطر باران و آذرخش بازی کرد. او به غیر از بازی در نقش اول به عنوان تهیه‌کننده نیز با پروژه همکاری داشت. این فیلم که بر اساس یک رمان ساخته شده با استقبال بسیار خوبی از سوی منتقدان همراه بود.
بیشتر وقت گریس از سال ۲۰۱۸ تاکنون صرف بازی در سریال از مردگان متحرک بترسید شده‌است. گریس از فصل چهارم سریال به این پروژه اضافه شد و ایفای یکی از نقش‌های اصلی به نام آلتیا سچک-شیگوکی را برعهده دارد. در سال ۲۰۲۰ گریس با کمدی عشق، عروسی‌ها و دیگر فجایع به پرده بازگشت که این فیلم با شکست تجاری و هنری مواجه شد.

### مد
گریس به عنوان مدل بارها سوژه جلد مجلات مد و عنوان‌ها مربوط به لباس شده‌است. فعالیت گریس به عنوان مدل تنها محدود به داخل آمریکا نیست و او بارها بر روی جلد مجلات اروپایی و بین‌المللی مختلف همچون ونیدادس از مکزیک، گلو از انگلیس و کارز از پرتغال ظاهر شده‌است. در داخل آمریکا نیز، کاسموپولیتن، کازموگرل و مجله شنبه شب از جمله عناوینی هستند که گریس به عنوان مدل با آن‌ها همکاری کرده‌است.

## زندگی شخصی
گریس اغلب از مادرش به عنوان منبع الهام خود در زندگی نام برده‌است. هنگامی که از او دربارهٔ نزدیک‌ترین دوستش پرسیدند، پاسخ داد: «رابطه من و مادرم بیشتر یک رابطه خواهرانه است. من خود را برای داشتن چنین مادر باحالی بسیار خوش‌شانس می‌دانم.» گریس اعلام کرده که یکی از طرفداران سرسخت انگلستان و فرهنگ و مردم آن است. در هشت سالگی، او یک دوست مکاتبه‌ای داشت که در لیک دیستریکت زندگی می‌کرد و این مسئله در علاقه او به انگلستان نقش مهمی داشته‌است. زمانی که نخستین بار به انگلستان سفر کرد ۱۳ ساله بود. گریس بارها اعلام کرده که علاقه زیادی به بعضی از شاعران انگلیسی از جمله ویلیام شکسپیر دارد. گریس در یک مصاحبه خودش را «دست و پا چلفتی» توصیف کرد و گفت اغلب باید پاهای خود را به هم بچسباند تا با چیزی برخورد نکند.
در فوریه ۲۰۱۷، گریس با برنت بوشنل نامزد کرد. مراسم ازدواج آن‌ها به‌طور رسمی در تاریخ ۲۸ مه ۲۰۱۷ برگزار شد. گریس نخستین فرزند خود که یک پسر است را در سال ۲۰۲۰ به دنیا آورد.
در طی یک مصاحبه، گریس اعلام کرد که یک روز در پشت‌صحنه سریال لاست به همراه ایان سامرهلدر به‌طور اتفاقی یک گربه را در جنگل پیدا می‌کند که در حال مرگ بوده‌است. گریس گربه را نجات داد و نامش را «رفیق مسافرت» گذاشت که اکنون متعلق به خود اوست.

## آثار

### سینما
| سال  | فیلم                          | نقش             | یادداشت          |
| ---- | ----------------------------- | --------------- | ---------------- |
| ۲۰۰۲ | باشگاه خرید                   |                 |                  |
| ۲۰۰۴ | موجودات ناشناخته              | آماندا          |                  |
| ۲۰۰۵ | مه                            | الیزابت ویلیامز |                  |
| ۲۰۰۷ | دختر حومه‌شهر                  | کلویی           |                  |
| ۲۰۰۷ | باشگاه کتاب جین آستن          | الگرا           |                  |
| ۲۰۰۸ | ربوده شده                     | کیم میلز        |                  |
| ۲۰۰۹ | مالیس در سرزمین عجایب         | آلیس            |                  |
| ۲۰۱۰ | درس‌های پرواز                  | سوفی            |                  |
| ۲۰۱۰ | شوالیه و روز                  | اپریل           |                  |
| ۲۰۱۰ | آزمایش                        | بی              |                  |
| ۲۰۱۰ | سریع‌تر                        | لیلی            |                  |
| ۲۰۱۱ | گرگ و میش: سپیده‌دم - قسمت اول | آیرینا          |                  |
| ۲۰۱۲ | گرفتار                        | امیلی           |                  |
| ۲۰۱۲ | گرگ و میش: سپیده‌دم - قسمت دوم | آیرینا          |                  |
| ۲۰۱۲ | ربوده شده ۲                   | کیم میلز        |                  |
| ۲۰۱۲ | رمزگشایی آنی پارکر            | سارا            |                  |
| ۲۰۱۴ | ما هرگز پاریس را نخواهیم داشت | کلسی            |                  |
| ۲۰۱۴ | درباره الکس                   | سیری            |                  |
| ۲۰۱۴ | ربوده شده ۳                   | کیم میلز        |                  |
| ۲۰۱۵ | وحدت                          | راوی            | مستند            |
| ۲۰۱۶ | انتخاب                        | استفانی پارکر   |                  |
| ۲۰۱۶ | نمایش ریشه‌ها                  | وایولت          |                  |
| ۲۰۱۷ | عطر باران و آذرخش             | لوری            | همچنین تهیه‌کننده |
| ۲۰۱۷ | عواقب                         | کریستینا        |                  |
| ۲۰۱۸ | سرقت طوفانی                   | کیسی            |                  |
| ۲۰۱۸ | سوپرکان                       | آلیسون          |                  |
| ۲۰۲۰ | عشق، عروسی‌ها و دیگر فجایع     | جسی             |                  |
| ۲۰۲۳ | هنر مخفی پرواز انسان          | وندی            |                  |

### تلویزیون
| سال             | عنوان                           | نقش              | یادداشت                                                                      |
| --------------- | ------------------------------- | ---------------- | ---------------------------------------------------------------------------- |
| ۲۰۰۲            | هفت‌قلوها                        | هوپ وایلد        | سریال پیش از پخش، کنسل شد.                                                   |
| ۲۰۰۲            | قتل در گرینویچ                  | مارتا            | فیلم تلویزیونی                                                               |
| ۲۰۰۳            | دوازده مایل جاده                | دلسی             | فیلم تلویزیونی                                                               |
| ۲۰۰۳            | سی‌اس‌آی: میامی                   | ایمی گورمن       | اپیزود: تعطیلات بهاری                                                        |
| ۲۰۰۳            | لانه لیون                       | هیلی             | اپیزود: خانه ساحلی                                                           |
| ۲۰۰۳            | عجایب                           | هانا             | اپیزود: دختر مادر                                                            |
| ۲۰۰۴            | پرونده سرد                      | رنه              | اپیزود: داوطلبان                                                             |
| ۲۰۰۴            | اولیور بین                      | الکا             | ۸ اپیزود، مکمل                                                               |
| ۲۰۰۴            | مانند خانواده                   | مری              | اپیزود: هردو مادر من                                                         |
| ۲۰۰۴            | نظم و قانون: واحد قربانیان ویژه | جسی              | اپیزود: ناپسند                                                               |
| ۲۰۰۴–۲۰۰۶، ۲۰۱۰ | لاست                            | شانون روترفورد   | ۳۲ اپیزود، نقش اصلی (فصل ۱–۲) بازیگر مهمان ویژه (فصل ۳) بازیگر مهمان (فصل ۶) |
| ۲۰۱۳            | کالیفرنیکیشن                    | فیث              | ۱۰ اپیزود، مکمل (فصل ۶)                                                      |
| ۲۰۱۳            | پیروی                           | سارا فولر        | اپیزود: پایلوت                                                               |
| ۲۰۱۳            | سوزانا                          | سوزانا           | ۱۲ اپیزود، نقش اصلی (فصل ۱)                                                  |
| ۲۰۱۳            | ندای دل                         | عمه الیزابت      | فیلم تلویزیونی                                                               |
| ۲۰۱۵            | کارشناسان سکس                   | دکتر کریستن وش   |                                                                              |
| ۲۰۱۸–اکنون      | از مردگان متحرک بترسید          | آلتیا سچک-شیگوکی | ۲۹ اپیزود، نقش اصلی (فصل ۴–اکنون)                                            |

## واژه‌نامه
1. ↑  Margaret Grace Denig
2. ↑  Brent Bushnell
3. ↑  Valinn
4. ↑  Everett
5. ↑  Fred Denig
6. ↑  Thomas Worthington High School
7. ↑  Rachel's Room
8. ↑  Paul Stupin
9. ↑  Martha Moxley
10. ↑  Tru Confessions
11. ↑  Miracles
12. ↑  Like Family
13. ↑  Cold Case
14. ↑  Robin Swicord
15. ↑  Allegra
16. ↑  Kim Mills
17. ↑  Flying Lessons
18. ↑  Irina
19. ↑  Vanidades
20. ↑  Glow
21. ↑  Caras
22. ↑  CosmoGirl
23. ↑  Saturday Night Magazine
24. ↑  travel buddy
25. ↑  Shop Club
26. ↑  Creature Unknown
27. ↑  Amanda
28. ↑  Elizabeth
29. ↑  Chloe
30. ↑  Sophie
31. ↑  April
32. ↑  Bay
33. ↑  Lily
34. ↑  Emilie
35. ↑  Sarah
36. ↑  Kelsey
37. ↑  Siri
38. ↑  Stephanie Parker
39. ↑  Violet
40. ↑  Laurie
41. ↑  Christina
42. ↑  Casey
43. ↑  Allison
44. ↑  Jessie
45. ↑  Wendy
46. ↑  Hope Wilde
47. ↑  Twelve Mile Road
48. ↑  Dulcie
49. ↑  Amy Gorman
50. ↑  Spring Break
51. ↑  The Lyon's Den
52. ↑  Haley
53. ↑  Beach House
54. ↑  Hannah
55. ↑  Mother's Daughter
56. ↑  Renee
57. ↑  Volunteers
58. ↑  Elke
59. ↑  Mary
60. ↑  My Two Moms
61. ↑  Jessie
62. ↑  Obscene
63. ↑  Faith
64. ↑  Sarah Fuller
65. ↑  Susanna
66. ↑  Aunt Elizabeth
67. ↑  Dr. Christine Wesh